# Schoenobiodes
Schoenobiodes is een geslacht van vlinders van de familie grasmotten (Crambidae).

## Soorten
- S. lanceolata Roepke, 1943
- S. strata Schultze, 1907